# Cybèle Varela
Pour les articles homonymes, voir Varela.
Cybèle Varela, née le 28 août 1943 à Petrópolis, est une artiste brésilienne. Elle est peintre, vidéaste et photographe.

## Biographie

### Brésil (années 1960)
Cybèle Varela a étudié les arts visuels au Musée d’art moderne de Rio de Janeiro entre 1962 et 1966. À Rio, outre aux expositions dans des galeries privées, elle participe à de nombreuses expositions dans des musées et institutions publiques, recevant plusieurs prix à Rio, São Paulo, Campinas, Paraná et Pampulha. En 1967, elle participe pour la première fois de la Biennale de São Paulo, où elle présente trois peintures et deux objets/sculptures. L’un d’eux, intitulé Le Cadeau, est retiré de la Biennale le jour de l’inauguration, car considéré comme portant atteinte à la dictature brésilienne.

### France et Suisse (années 1970/1990)
En 1968, après avoir reçu deux bourses d’études du gouvernement français, elle s’établit à Paris, où elle étudie à l’École du Louvre et à l’École pratique des hautes études. Elle participe au Salon de mai, au Salon Comparaison, à Grands et jeunes d’aujourd’hui, au Festival de Cagnes-sur-Mer, entre autres. En 1975, les critiques d’art Jean-Jacques Lévêque et André Parinaud l’invitent à participer de l’exposition itinérante 30 Créateurs – Sélection 75, dans laquelle elle est la seule femme artiste sélectionnée, à côté de Lindstrom, Pierre Soulages, Arman, Peter Klasen et autres. Son œuvre s’insère dans le courant de la figuration narrative et est très appréciée de critiques tels que Pierre Restany, Jean-Jacques Lévêque, Jean-Marie Dunoyer, Gérald Gassiot-Talabot, Dany Bloch, Jean-Luc Chalumeau. En 1978, elle se transfère à Genève, en Suisse. Elle réalise plusieurs expositions personnelles à Genève, Lausanne, Bâle, ainsi qu’à Milan, Bruxelles, Berlin, ainsi qu’aux États-Unis. En 1997, le gouvernement brésilien offre une de ses toiles à la collection d’art des Nations unies, au Palais des Nations.

### Après 2000
En 2003, elle réalise l’exposition Surroundings, centrée sur les figures des cangaçeiros brésiliens, au Musée National des Beaux-arts à Rio de Janeiro, présentée ensuite au Musée d’Art Contemporain de São Paulo en 2005.

## Œuvre
Dans les années 1960, au Brésil, Cybèle Varela est l’une des protagonistes de l’avant-garde carioca, influencée par le Pop Art américain. 
Alors qu'elle participe pour lz première fois à la Biennale de São Paulo, l’une de ses œuvres est enlevée parce qu'elle paraît offensive vis à vis des autorités.
Selon le critique Frederico Morais, dans ses peintures et objets, elle étudie « les métamorphoses de l’homme dans l’environnement urbain », questionnant les stéréotypes de la vie urbaine, comme dans le triptyque De tout ce qui aurait pu être mais ne fut (1967, Prix Jeune Art Contemporain au Musée d’Art Contemporain de São Paulo).
À Paris, dans les années 1970, son œuvre est plus introspective. La nature – une nature vidée de toute présence humaine – devient sa thématique préférée. Toutefois, Pierre Restany relève : « Cybèle Varela ne peint pas des paysages. La totale banalité de l’image spéculaire n’est qu’un prétexte ». La nature est montrée en tant qu'image distante, reflet de la culture contemporaine et mémoire de la vie urbaine, prétexte à une plus profonde réflexion sur les problématiques liées à la représentation, qui s’intègrent dans le mouvement de la figuration narrative.
Travaillant avec divers supports, tels que peintures, vidéo et photographie, Varela porte sa recherche vers les questions de l’apparence et du temps, à travers une analyse des rayons lumineux et de leur déconstruction, comme dans sa vidéo Image (1976, Centre Georges Pompidou, Paris) ou comme dans sa peinture Um passeio feliz (1970, collection du Museu de Arte Contemporânea de São Paulo). Ainsi que l'écrit Bruno Mantura, « la géométrie domine encore les compositions de Cybèle jusqu’à la fin des années 1980 ».
À partir de 2000, ses peintures développent une tendance pop surréaliste, alors que dans ses installations, elle réalise des projets spécifiquement liés à des lieux ou à des collections d’art historique, tels dans la version du Musée National des Beaux-arts (Rio) de son installation Surroundings.

## Expositions

### personnelles (sélection)
- Musée d’art contemporain, São Paulo, 2005
- Musée National des Beaux-arts, Rio de Janeiro, 2003
- Demenga Gallery, Berlin, 2001
- Musée Imperial, Petrópolis, 1992
- Bonino Gallery, Rio de Janeiro, 1992, 1988, 1986, 1984, 1975
- Art Museum of the Americas, Washington DC, 1987
- Wallace Wentworth Gallery, Chicago, 1987
- Focus Gallery, Lausanne, 1985
- Galleria Bonaparte, Milan, 1983
- CAYC, Buenos Aires, 1982
- Galerie Engelberts, Genève, 1982
- Funarte, Rio de Janeiro, 1981
- Canon Photo Gallery, Genève, 1980
- Musée d’art contemporain, São Paulo, 1980
- Musée cantonal des Beaux-Arts de Lausanne, 1980
- Galerie Camille Renaud, Paris, 1977, 1975
- Canning House, Londres, 1976
- Galerie Liliane François, Paris, 1974

### Collectives (sélection)
- Outros 60’s, Musée d’art contemporain, Curitiba, 2006
- Anos 60 na Coleçao Sattamini, Musée d’art contemporain, Niteroi/Rio de Janeiro, 2004
- A Cidade dos Artistas, Musée d’art contemporain, São Paulo, 1999
- Arte Brasileira: 50 anos de historia no acervo MAC/USP, Musée d’art contemporain, São Paulo, 1996
- O que faz você agora geração 60 ?, Musée d’art contemporain, São Paulo, 1991
- Centre d’art visuel, Genève, 1985
- Biennale de São Paulo, 1981
- Musée Rath, Genève, 1981
- VII Festival International de la Peinture, Cagnes-sur-Mer, 1977
- Salon Comparaison, Paris, 1976
- Grands et Jeunes d’Aujourd’hui, Paris, 1976
- Salon Comparaisons, Paris, 1975
- 30 Créateurs d’Aujourd’hui, exposition itinérante en France, 1975
- Salon de Mai, Paris, 1974
- Salon Comparaison, Paris, 1972
- Biennale de Montevideo, 1970
- Biennale de São Paulo, 1969
- Salon d'art moderne, São Paulo, 1969
- Biennale de São Paulo, 1967
- Musée d’art moderne, Rio de Janeiro, 1964